# Clash on Broadway
Clash on Broadway är ett samlingsalbum från 1991 med den engelska punkgruppen The Clash. Boxen innehåller 63 låtar från hela karriären, inklusive låtar som tidigare bara funnits tillgängliga på EP, singlar och B-sidor.

## Låtlista
Alla låtar är skrivna av Joe Strummer och Mick Jones om inget annat anges.

### Skiva 1
1. "Janie Jones" (demo version) – 2:11
2. "Career Opportunities" (demo version) – 1:58
3. "White Riot" (från "White Riot"-singelns A-sida, 1977) – 1:59
4. "1977" – 1:41
5. "I'm So Bored with the USA" – 2:25
6. "Hate and War" – 2:06
7. "What's My Name" (Jones, Keith Levene, Strummer) – 1:40
8. "Deny" – 3:05
9. "London's Burning" – 2:10
10. "Protex Blue" – 1:46
11. "Police and Thieves" (Junior Murvin, Lee "Scratch" Perry) – 6:00
12. "48 Hours" – 1:36
13. "Cheat" – 2:07
14. "Garageland" – 3:14
15. "Capital Radio One" – 2:09
16. "Complete Control" – 3:14
17. "Clash City Rockers" – 3:49
18. "City of the Dead" – 2:24
19. "Jail Guitar Doors" – 3:05
20. "The Prisoner" – 3:00
21. "(White Man) in Hammersmith Palais" – 4:01
22. "Pressure Drop" (Toots Hibbert) – 3:26
23. "1-2 Crush on You" – 3:01
24. "English Civil War" (live) (Strummer, Jones, traditionell)[1] – 2:41
25. "I_Fought_the_Law" (live) (Sonny Curtis) – 2:26

### Skiva 2
1. "Safe European Home" – 3:51
2. "Tommy Gun" – 3:17
3. "Julie's Been Working for the Drug Squad" – 3:04
4. "Stay Free" – 3:40
5. "One Emotion" – 4:40
6. "Groovy Times" – 3:30
7. "Gates of the West" – 3:27
8. "Armagideon Time" (Willie Williams, Jackie Mittoo) – 3:50
9. "London Calling" – 3:20
10. "Brand New Cadillac" (Vince Taylor) – 2:10
11. "Rudie Can't Fail" – 3:30
12. "The Guns of Brixton" (Paul Simonon) – 3:11
13. "Spanish Bombs" – 3:20
14. "Lost in the Supermarket" – 3:48
15. "The Right Profile" – 3:55
16. "The Card Cheat" – 3:51
17. "Death or Glory" – 3:57
18. "Clampdown" – 3:50
19. "Train in Vain" – 3:11
20. "Bankrobber" – 4:33

### Skiva 3
1. "Police on My Back" (Eddy Grant) – 3:18
2. "The Magnificent Seven" – 5:33
3. "The Leader" – 1:42
4. "The Call Up" – 5:28
5. "Somebody Got Murdered" – 3:35
6. "Washington Bullets" – 3:52
7. "Broadway" – 4:57
8. "Lightning Strikes (Not Once But Twice)" (Live) – 3:38
9. "Every Little Bit Hurts" (Ed Cobb) – 4:38
10. "Stop the World" – 2:33
11. "Midnight to Stevens" – 4:39
12. "This Is Radio Clash" – 4:11
13. "Cool Confusion" – 3:15
14. "Red Angel Dragnet" (Edited Version) – 3:25
15. "Ghetto Defendant" (Edited Version) – 4:15
16. "Rock the Casbah" (US Single Version) – 3:42
17. "Should I Stay or Should I Go" (US Single Version) – 3:09
18. "Straight to Hell" (Unedited Version) – 6:56
19. "The Street Parade" (hidden track) – 3:27